# Drackendorf

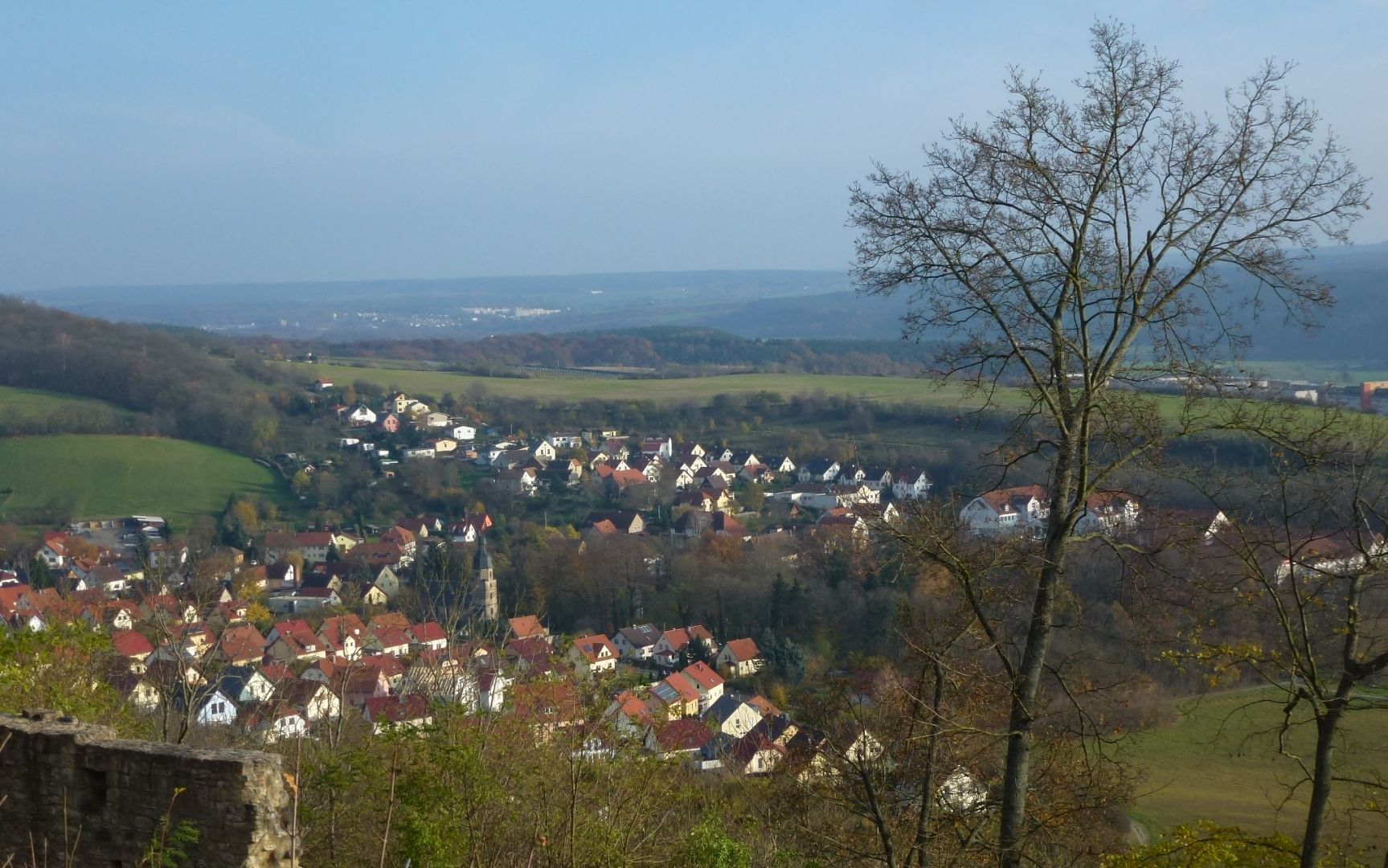
Blick von der Lobdeburg auf Drackendorf

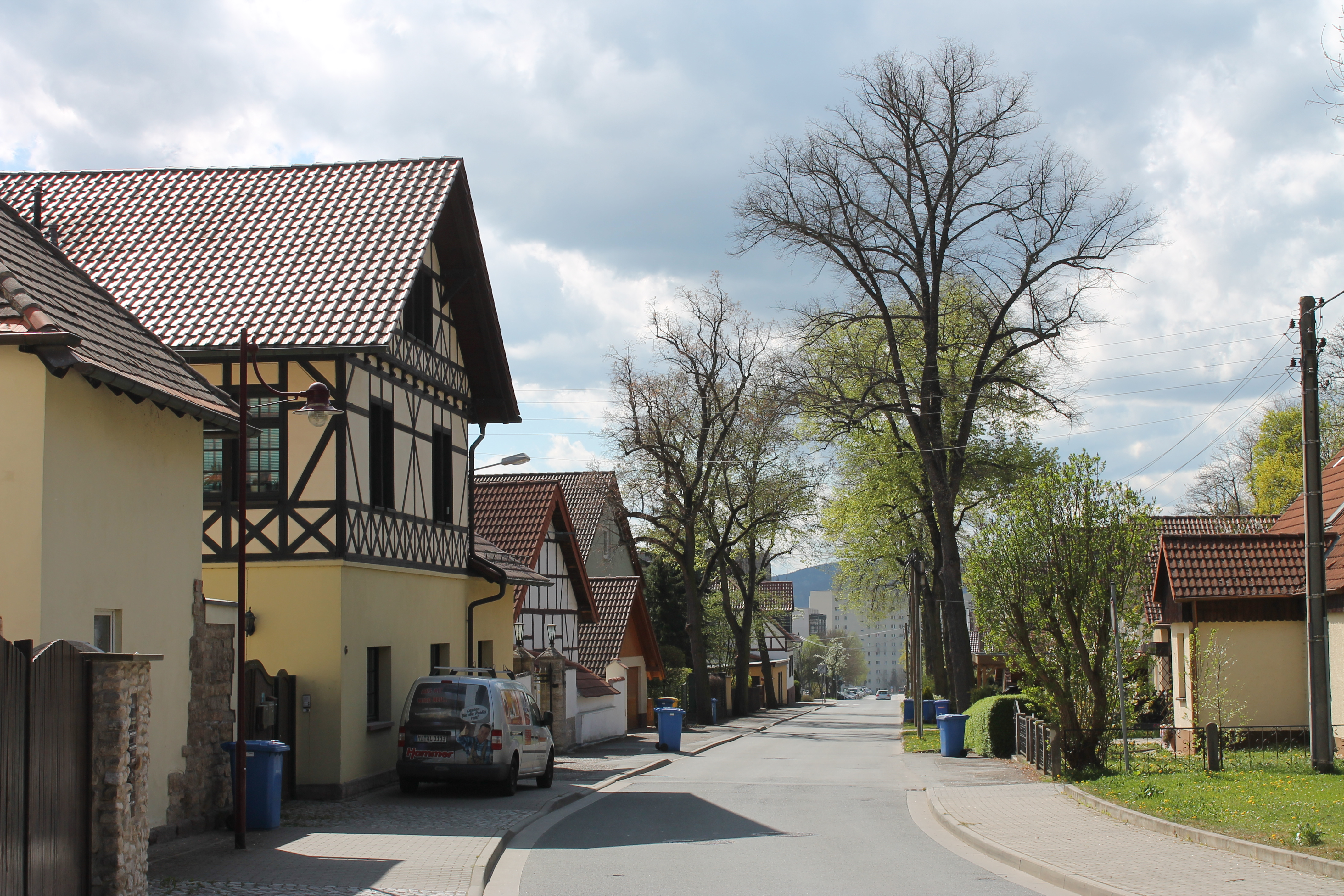
Drackendorf

 Drackendorf ist ein Ortsteil der Universitätsstadt Jena in Thüringen.

## Lage
Drackendorf liegt am südöstlichen Stadtrand Jenas in einem Seitental des Saaletals. Es wird durchflossen vom (heute teilweise verrohrten) Hungerbach/Hungergraben aus dem Langen Grund. Durch die Ausdehnung von Neulobeda mit dem Universitätsklinikum ist Drackendorf diesem Jenaer Stadtteil direkt benachbart.
Zu Drackendorf gehörten die Einzelsiedlungen Vorwerk Drackendorf am Rande der Wöllmisse (etwa 1,7 km Entfernung zur Ortsmitte, aber 160 m höher gelegen; 1959 abgebrochen) und Neue Schenke (entstanden aus einem Chausseehaus an der Landstraße Jena-Stadtroda).
Die Bundesautobahn 4 verläuft südlich von Drackendorf.

## Geschichte

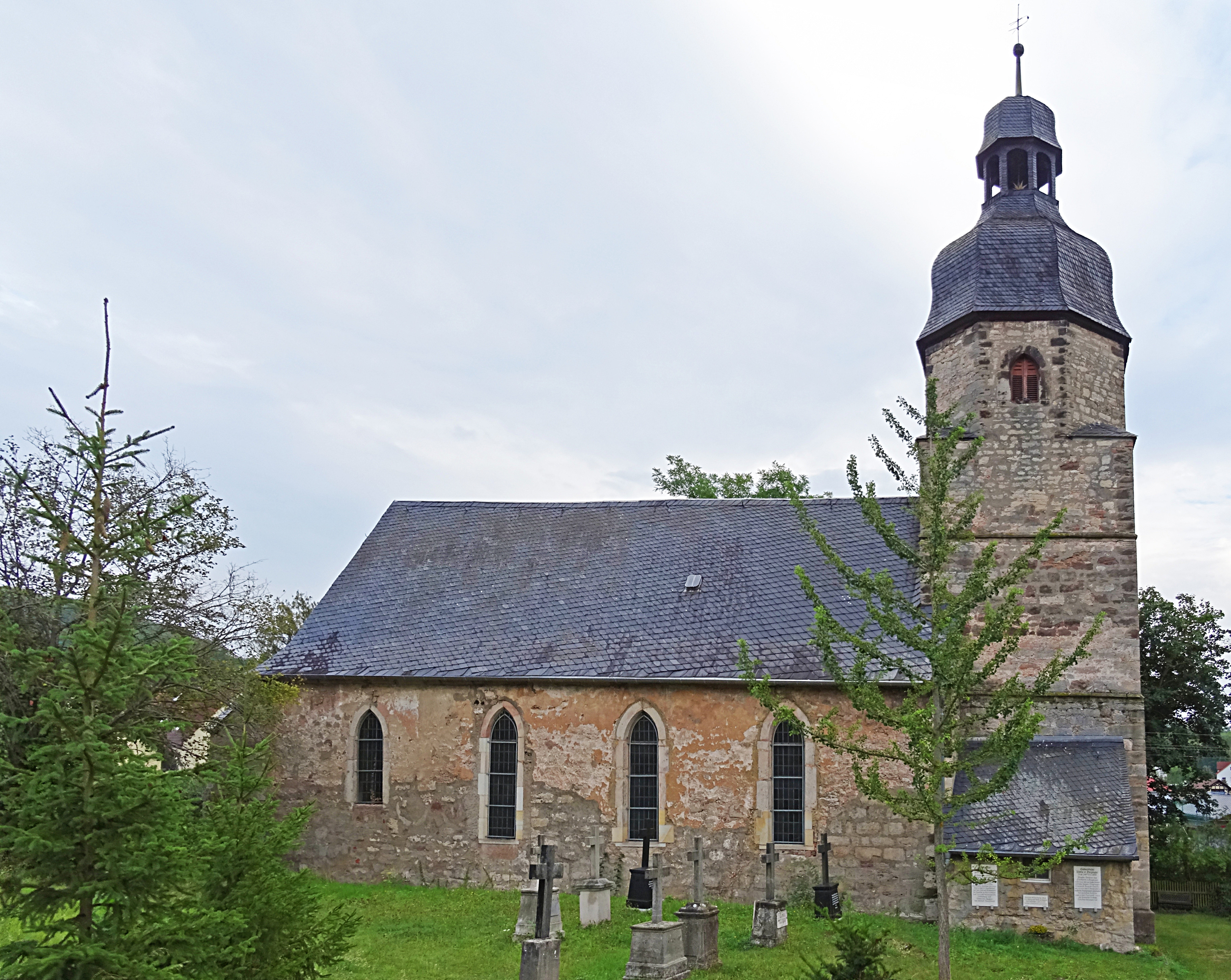
Auferstehungskirche Drackendorf

Die deutsche Siedlung Drackendorf unterhalb der Lobdeburg wurde am 29. September 1280 als „Drachindorf“ erstmals urkundlich erwähnt. Bekannt war der Ort später auch als Drachindorf, Trachinsdorf, Drakendorff, oder Trackendorff. Der Name geht wahrscheinlich auf das Fabeltier Drache zurück. 1278 wurde erstmals der „Obere Hof“ auf der rechten Seite des Hungerbachs als „Edelsitz“ erwähnt. Besitzer sei ein Jhan von Trackendorf gewesen. Der Ritter Burghold erhielt 1280 das Rittergut „Niederhof“ oder „Unterer Hof“ an der linken Seite des Hungerbachs als Lehen der Herren Lobdeburg – Leuchtenburg.
1653–1656 wurde die Auferstehungskirche von Drackendorf auf der Basis eines spätgotischen Vorgängerbaus um- bzw. neugebaut.
Nach den von Griesheims (1716 bis 1746) erwarb Carl Siegmund (II.) von Ziegesar (1696–1754) durch seine Ehe mit Christiane Sophia von Griesheim 1746 das Rittergut Drackendorf. Der Sohn August Friedrich Carl von Ziegesar (1746–1813) war Kanzler des Herzogtums Sachsen-Gotha-Altenburg, danach bis zu seinem Tod Generallandschaftsdirektor in Weimar. Anton von Ziegesar (1783–1843) war ab 1825 Präsident des Jenaer Appellationsgerichts und ab 1829 Kurator der Universität Jena. Das Herrenhaus/Schloss des Ritterguts war im 18. und 19. Jahrhundert Treffpunkt und Aufenthaltsort von Humanisten und Klassikern wie Goethe, Schopenhauer, Herder, Wieland, Caspar David Friedrich und Frommann. „Täglich kamen Gäste aus dem nahegelegenen Jena, Leute guter Art und jeden Standes“ (Wilhelm von Kügelgen). Gutsbesitzer in Drackendorf waren dann von 1836 bis 1853 Ferdinand Heinrich Wilhelm von Helldorff, gefolgt von seiner Frau Clara, von 1876 bis 1907 Georg Heinrich von Helldorff, gefolgt von seiner Frau Anna. Auf die Familie von Helldorf folgten 1923 bis 1939 die von Perponcher-Sedlnitzky und von 1939 bis 1945 besaß die Familie von der Lancken-Wakenitz das Rittergut. Die Drackendorfer arbeiteten als Gutsarbeiter oder Handwerker.
Am 15. April 1945 besetzte die US-Armee den Ort, am 1. Juli abgelöst von der Roten Armee. Damit wurde Drackendorf Teil der Sowjetischen Besatzungszone und 1949 der DDR. Das Rittergut mit 759 ha Land wurde entschädigungslos enteignet und im Februar 1946 Landarbeitern und Heimatvertriebenen übergeben. Der Gutscharakter wurde systematisch zerschlagen. Mit Entscheid des Innenministers des Landes Thüringen vom 30. Dezember 1948 wurde dem Abriss des intakten und traditionsreichen – von Flüchtlingen bewohnten – Herrenhauses (Schlosses) zugestimmt. Dieser erfolgte unter Protesten, letztlich auf der Grundlage des Befehls 209 der Besatzungsmacht, mit sowjetischer technischer Unterstützung Anfang 1949. 1952 wurde die LPG Drackendorf gebildet. Diese bewirtschaftete auch die noch verbliebenen Gebäude des Gutes.
Ab der Wende 1990 entstanden im Ort zahlreiche Neubauten, auch auf dem Gelände des ehemaligen Ritterguts, dessen restliche Altgebäude wurden privatisiert.
Um den alten Dorfkern entstanden nach der Wende 1990 Neubaugebiete: Zur Lämmerlaide, Oberer Freiberg und Am König. 1997 wurde der ehemalige Schafstall des Ritterguts abgerissen. Er war 1882 aus Sandsteinquadern gebaut worden, sehr groß und fasste 500 Schafe. An seiner Stelle entstand ein Teil des Neubaugebiets Lämmerlaide.
Im Jahr 1994 wurde der Ort nach Jena eingemeindet.
2012 verstarb der frühere Bürgermeister und Ortschronist Kurt Voigt.

## Sehenswürdigkeiten

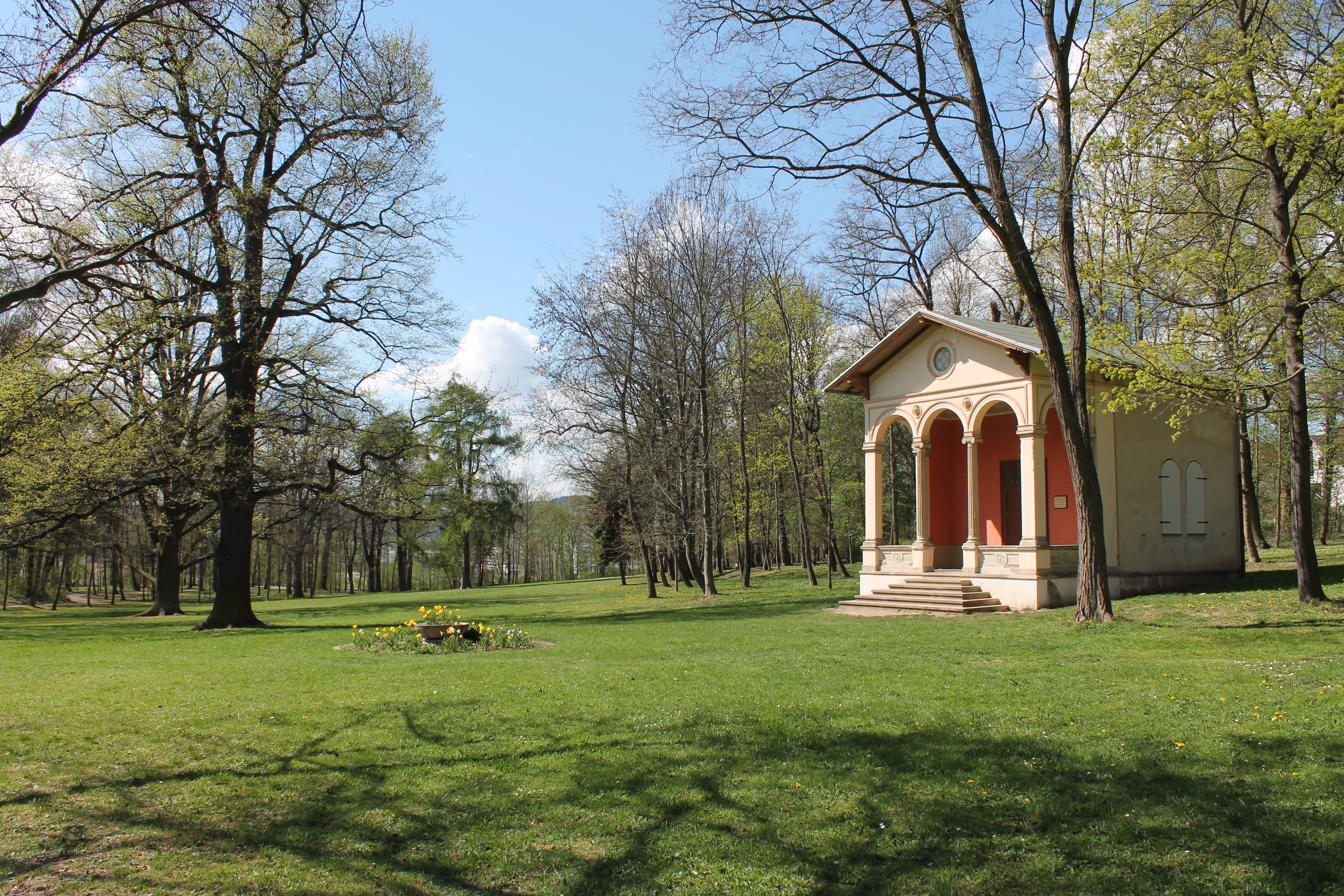
Drackendorfer Park

- Auferstehungskirche (Drackendorf) von 1653–1656 mit interessanter Ausstattung
- Kirchhof mit historischen Grabdenkmälern und Gedenktafeln. Der Friedhof ist durch eine Mauer aus Kalksteinen eingefriedet, deren Krone mit Sandsteinblöcken abgedeckt ist.
- Altes Pfarrhaus von 1728 und 1871. Seit 2003 in Privatbesitz, umgebaut.
- Kriegerdenkmal vor dem Pfarrhaus zur Erinnerung an die gefallenen und vermissten Soldaten aus dem Ort in beiden Weltkriegen
- Inspektorhaus (ist nicht das – 1949 abgerissene – historische Herrenhaus des Ritterguts): mit Kurzchronik von Dorf und Gut, sowie den Wappen der früheren Besitzerfamilien des Ritterguts
- Pavillon (Römisches Haus) im Drackendorfer Park: 1854 auf Veranlassung von Clara von Helldorf nach italienischem Vorbild als „Salon“ erbaut. Der Pavillon hat Säulenhalle, Fresko-Malereien und Statuen. Vor dem Pavillon befand sich früher ein aufwendig gestalteter Springbrunnen. Der Pavillon war zum Ende der DDR-Zeit in beklagenswertem Zustand und wurde nach der Wende von Mitgliedern des Heimatvereins erneuert. Das „Teehäuschen“ war als Kindergarten und dann als FDJ-Klub genutzt worden.
- Drackendorfer Park (Schlosspark, auch Goethe-Park genannt): er wurde in der zweiten Hälfte des 19. Jahrhunderts durch den Rittergutsbesitzer von Ziegesar als englischer Landschaftsgarten angelegt. Zwei jetzt riesige Eichen wurden anlässlich eines Besuchs der Herzogin von Orleans im Jahr 1855 durch deren zwei Söhne gepflanzt; eine dominante Blutbuche ist ähnlich alt. Der Park umfasst jetzt nur noch 3 ha, früher war er deutlich größer.
- Heimatmuseum in der früheren Dorfschule „Neues Schulhaus“. Dieses wurde 1913 von Anna von Helldorf als Patronin veranlasst und 1970/71 als Schule geschlossen.
- Friedenslinde von 1871, nach dem siegreichen Krieg gegen Frankreich gepflanzt
- Luther-Eiche
- Dorfquelle: sie tritt durch Sedimentgestein im Keller des Hauses „Schafberg 4“ aus (ehemaliger Kornspeicher des Guts) und wird mittels Überlauf unterirdisch zu den beiden westlichen Teichen im Drackendorfer Park geführt.

Bilder
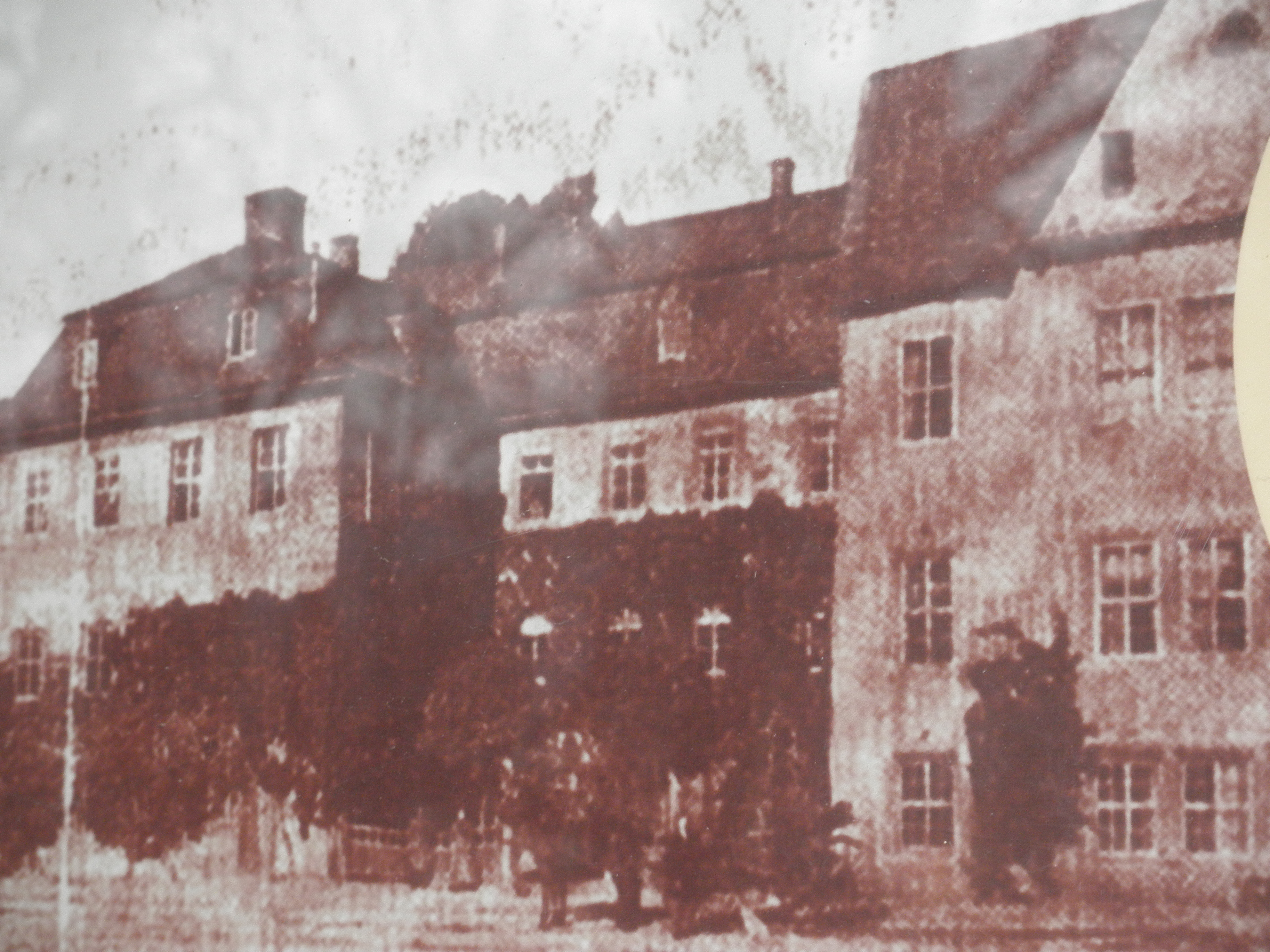
1949 abgerissenes historisches Herrenhaus des Ritterguts Drackendorf
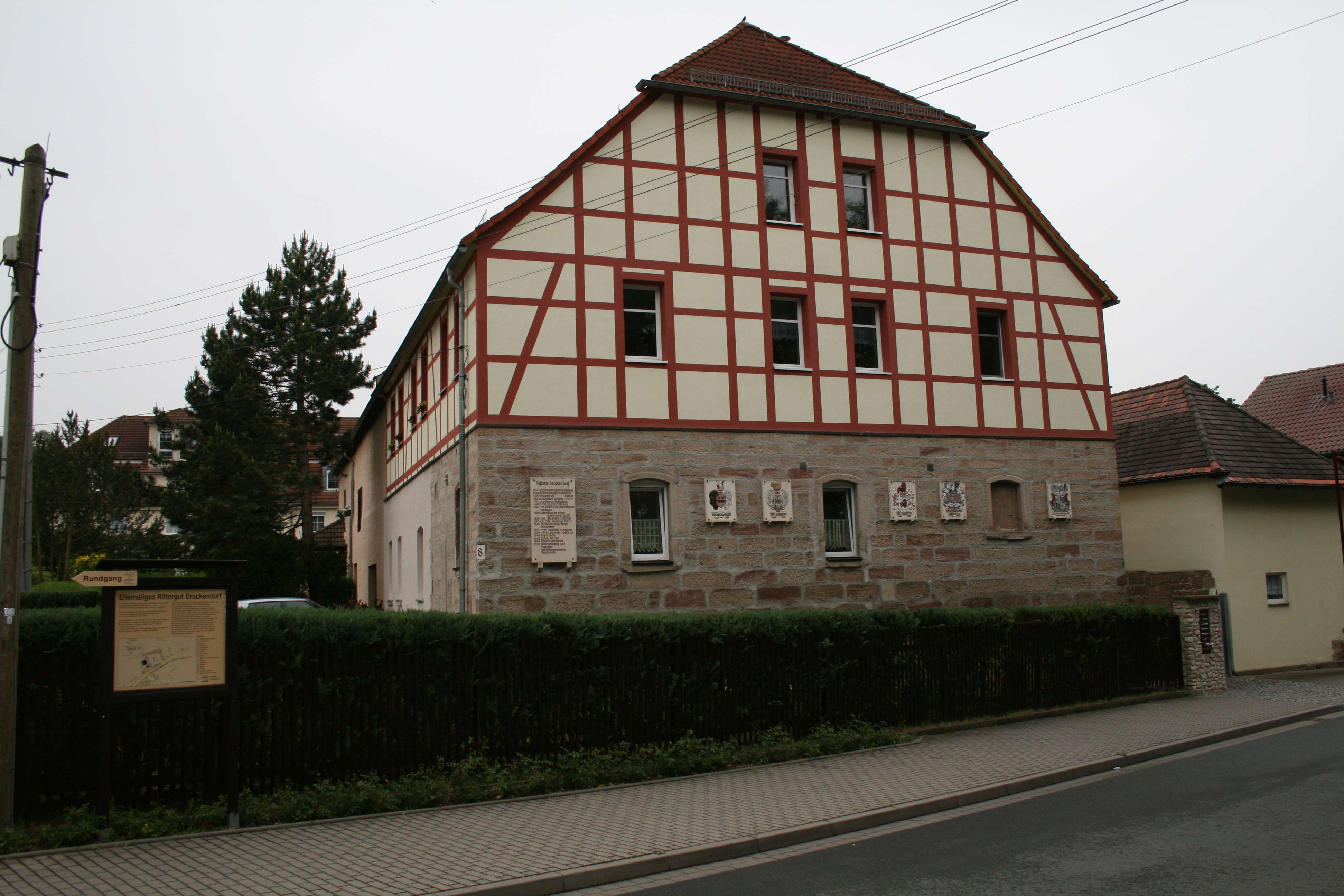
Inspektorhaus des früheren Ritterguts in Drackendorf (2012)
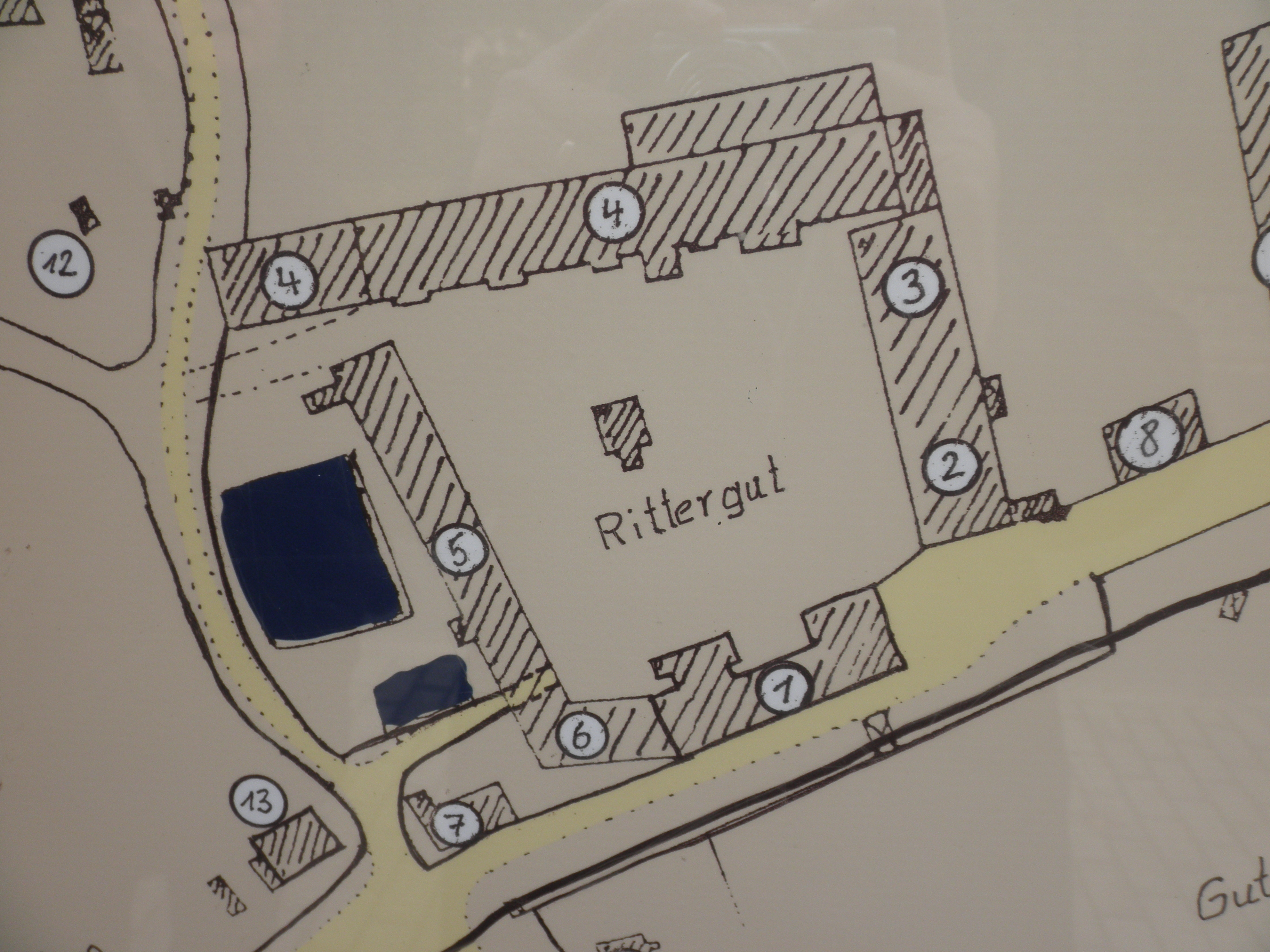
Grundriss des früheren Ritterguts (1=beseitigtes Herrenhaus)
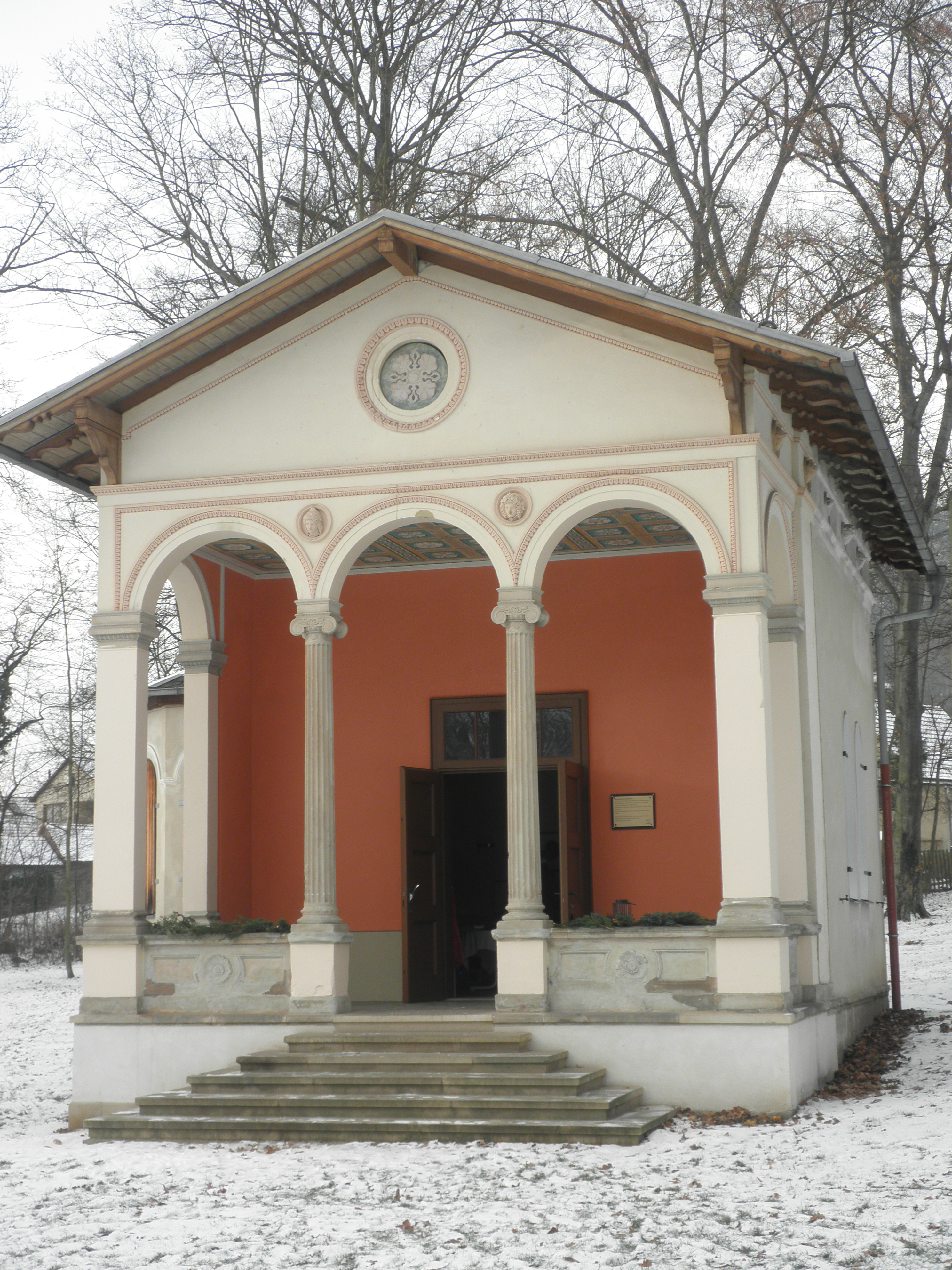
Pavillon von 1854 im Drackendorfer Park (2012)
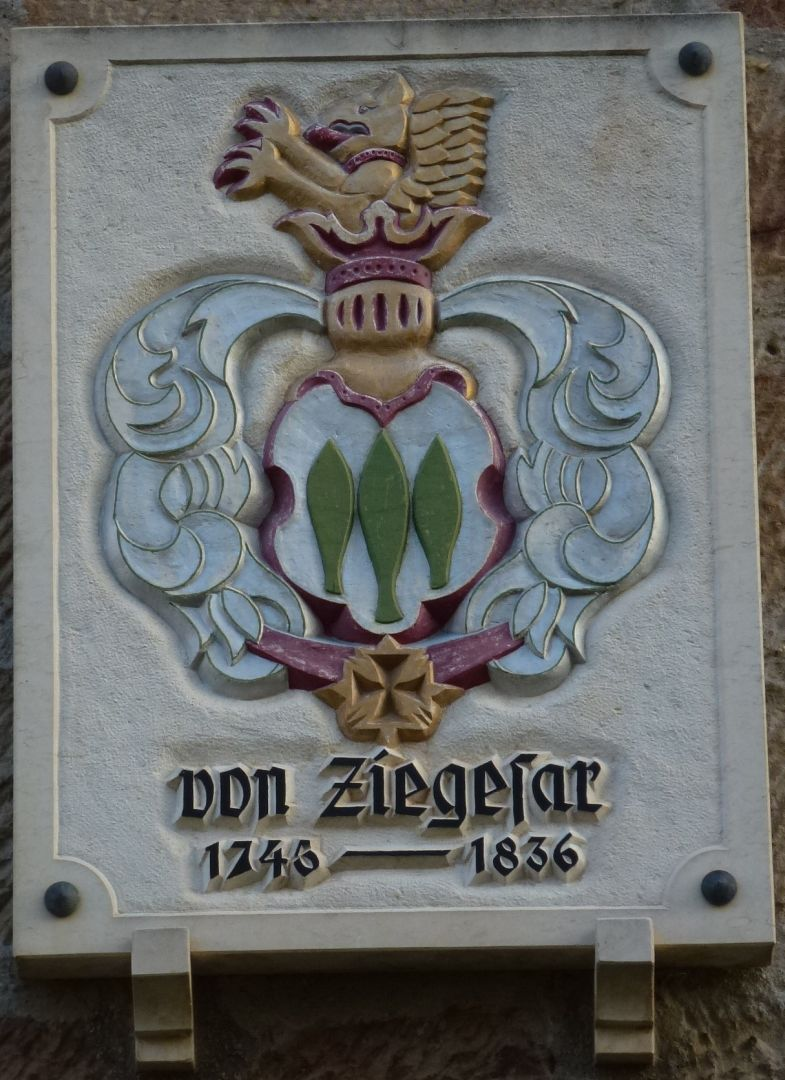
Wappen am Rittergut
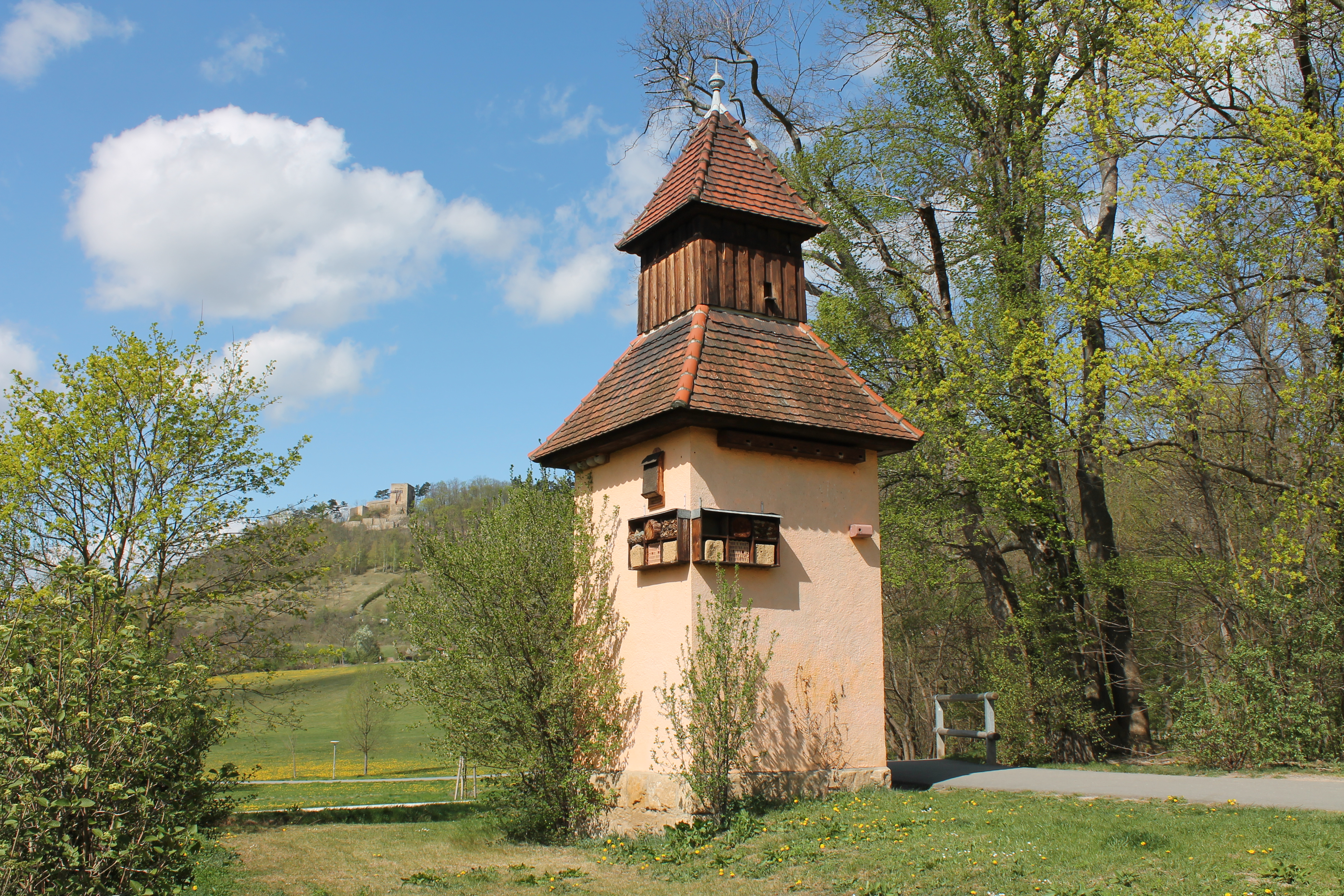
Trafohäuschen, im Hintergrund die Lobdeburg

## Vereine
- Drackendorfer Heimatverein e. V., 2002 gegründet

## Umgebung
Die landschaftlich reizvolle Umgebung ist durch ein Netz von gut ausgeschilderten Wanderwegen erschlossen.

## Persönlichkeiten
Töchter und Söhne des Ortes
- August Friedrich Karl von Ziegesar (1746–1813), promovierter Jurist, hoher Beamter an den Höfen Sachsen-Gotha-Altenburg und Sachsen-Weimar-Eisenach, Freund und häufiger Gastgeber von Goethe, Vater von Sylvie von Ziegesar
- Franz Louis Ernst Carl von Ziegesar (1749–1826), Oberjägermeister
- Sylvie von Ziegesar (1785–1858)

Weitere Persönlichkeiten
- Johann Wolfgang von Goethe (1749–1832) weilte in der Zeit von 1776 bis 1820 über 30-mal auf Gut und Schloss Drackendorf bei der befreundeten Familie von Ziegesar. Er schrieb hier 1802 mit Blick auf die Lobdeburg und Silvie von Ziegesar das Gedicht „Bergschloß“.
- Christian Ludwig Brehm (1787–1864), der „Vogelpastor“ war 1812 Pfarrer in Drackendorf, worauf eine Gedenktafel an der Kirche hinweist
- Carl Heinrich Ferdinand August von Helldorff (1832–1905; † in Drackendorf), preußischer Rittergutsbesitzer, Offizier und Politiker